# Bindi
Chấm bindi (tiếng Hindi: बिंदी, khởi nguồn từ Sanskrit बिन्दु bindú, có nghĩa là "điểm, giọt, chấm hoặc hạt nhỏ") là một chấm màu được vẽ ở giữa trán, xuất phát từ Ấn Độ giáo và Kỳ Na giáo tại tiểu lục địa Ấn Độ. Từ ngữ bindu có từ thánh ca sáng tạo có tên Nasadiya Sukta trong tập thánh ca Rigveda. Bindu được xem là mốc điểm mà sự sáng tạo bắt đầu và có thể trở nên thống nhất. Nó cũng được mô tả là "biểu tượng thiêng liêng của trật tự trong trạng thái rõ ràng".
Bindi là một chấm sáng có nhiều màu được vẽ ở giữa trán gần với lông mày tại tiểu lục địa Ấn Độ (đặc biệt đối với những người theo đạo Hindu ở Ấn Độ, Pakistan, Bangladesh, Nepal, Bhutan và Sri Lanka) và Đông Nam Á bao gồm trong cộng đồng người theo đạo Hindu tại Bali, Java, Malaysia, Singapore và Miến Điện. Một kiểu đánh dấu tương tự được vẽ trên trán trẻ sơ sinh và trẻ em tại Trung Quốc cũng như ở tiểu lục địa Ấn Độ và Đông Nam Á, tượng trưng cho việc mở con mắt thứ ba. Bindi trong Ấn Độ giáo, Phật giáo và Kỳ Na giáo có liên hệ với ajna chakra, và Bindu được gọi là con mắt thứ ba trong chakra. Bindu là điểm hoặc chấm xung quanh được mandala tạo ra, đại diện cho vũ trụ. Bindi là cả một sự hiện diện lịch sử và văn hóa ở khu vực Đại Ấn Độ.